# 斯廷鎮區 (印地安納州諾克斯縣)
斯廷鎮區（英語：Steen Township）是位於美國印地安納州諾克斯縣的一個行政鎮區。

## 地方資料
根據2010年美國人口普查的數據，斯廷鎮區的面積為95.60平方千米，當中陸地面積為94.50平方千米，而水域面積為1.10平方千米。當地共有人口900人，而人口密度為每平方千米9.41人。